# Socha svatého Linharta (Chvalkovice)
Socha svatého Linharta stojí při cestě na Újezdec v obci Chvalkovice v okrese Náchod. Socha, chráněná jako kulturní památka, byla zapsána do seznamu památek před rokem 1988. Národní památkový ústav tuto sochu uvádí v katalogu památek pod rejstříkovým číslem ÚSKP 34871/6-1640. 

## Popis
Pískovcová socha světce v životní velikosti s podstavcem (datovaným 1791) na vysokém soklu se znakem Dobřenských z Dobřenic na čelní straně a římsou. Boky jsou neseny po stranách podstavce konsolemi, dole stočenými ve voluty. Pochází z doby kolem poloviny 18. století a je jednou z několika kvalitních soch zakomponovaných v krajině při cestách a křižovatkách. Je hodnotnou ukázkou východočeské barokní sochařské tvorby a je pravděpodobně dílem C. Devottiho, sochaře z okruhu spolupracovníků Matyáše Bernarda Brauna. V roce 1996 provedl rekonstrukci poškozené sochy královédvorský sochař Wagner.